# Mikromobilita

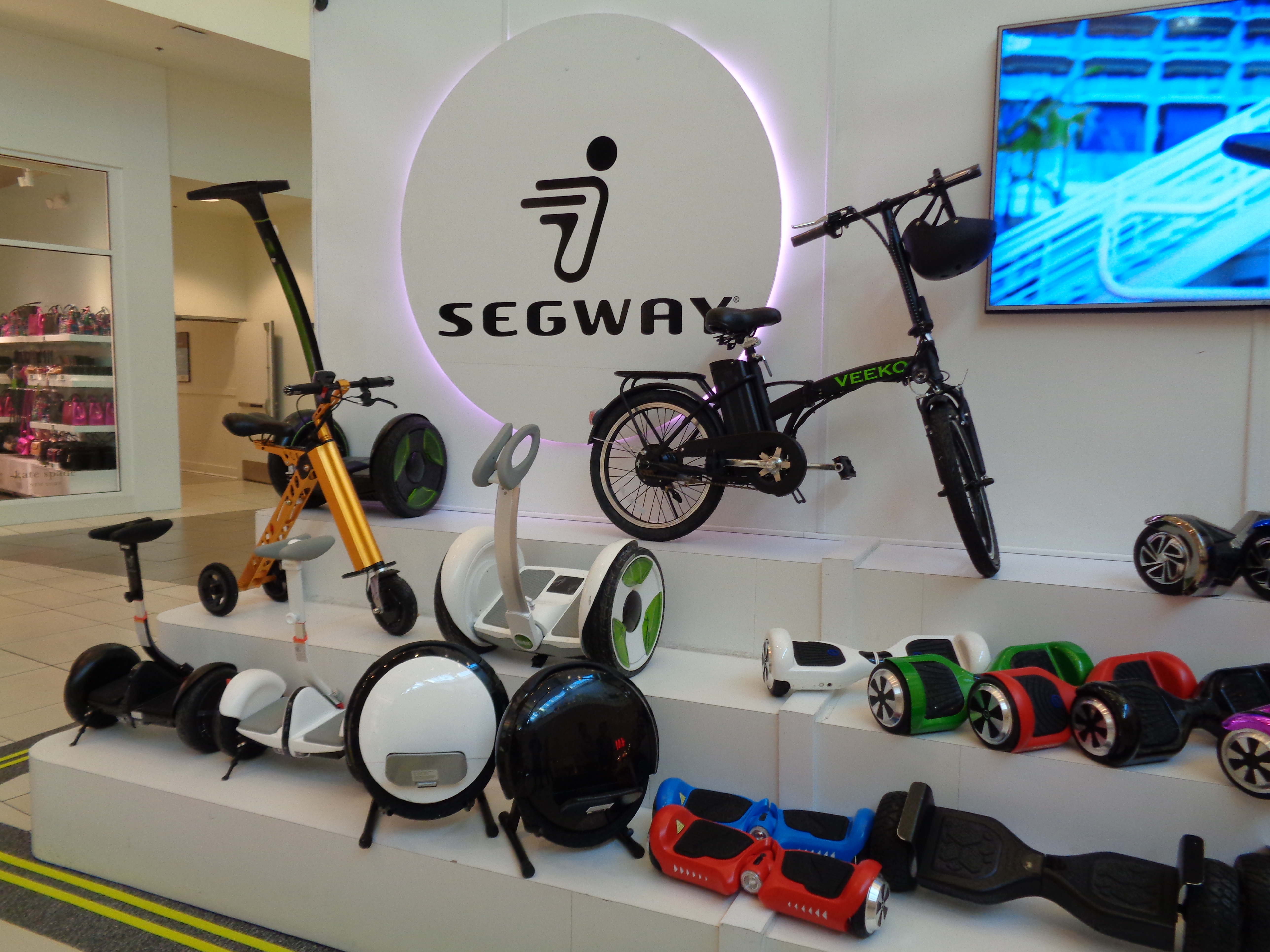
Segway

Mikromobilita označuje způsob osobní dopravy ve městech na kratší vzdálenosti. Dopravní prostředky pro mikromobilitu jsou skladnější a bezemisní vozidla např. jízdní kola, koloběžky (včetně elektrických) a malá elektrická vozítka. Mikromobilita si klade za cíl snížit dopravní zátěž či znečištění obcí tím, že se namísto osobních automobilů budou při krátkých lokálních pojížďkách používat dopravní prostředky pro mikromobilitu.

## Problémy definice
Termín mikromobilita v jeho současném významu začal používat a dále popularizuje analytik Horace Dediu. Ten za základní parametr toho, aby bylo možné vozidlo označit za prostředek mikromobility považuje především hmotnost do 500 kg a elektrický pohon. V tomto smyslu se pak do mikromobility řadí i některá tří či čtyřkolá vozidla vzhledem připomínající automobily. Existují však i jiné způsoby definice prostředků mikromobility.
Značný problém v mnoha státech představuje způsob klasifikace a regulace jednotlivých dopravních prostředků, kdy není zcela zřejmé, co má v jakém konkrétním případě smysl považovat za jaký typ vozidla s jakými právy, povinnostmi a omezeními pro jeho využití. Další problémy pak vyplývají z ne zcela vyjasněné situace ohledně překladů mezi různými jazyky. Typickým příkladem je například problém nepřesného převodu mezi anglickými slovy kickscooter/scooter a českými termíny koloběžka/skútr.

## Principy fungování
Zásadním předpokladem rychlého rozvoje mikromobility zhruba od roku 2015 především je rozšíření lehkých lithium-iontových akumulátorů. Mezi významné výrobce prostředků mikromobility patří především společnost Ninebot či Xiaomi, nicméně existuje množství různých výrobců zaměřujících se na různé typy vozidel (elektrokola, elektrické mopedy, elektrické motorky, elektrokoloběžky, elektrické skateboardy, užitkové elektrické trojkolky a čtyřkolky, monocykly atp.) a na různé segmenty trhu - od spotřebních koloběžek s trvanlivostí jen několik měsíců při nasazení ve sdíleném systému až po robustní pracovní trojkolky určené například pro záchranáře.

### Typické scénáře mikromobility
- Uživatel pro cestu do místního obchodu použije elektrokolo vybavené příslušenstvím pro převážení nákladu (nosiče, koše, brašny)
- Při cestě do zaměstnání se uživatel dopraví na místní vlakové nádraží na skládací elektrické koloběžce. Po vystoupení z vlaku opět použije koloběžku aby se dopravil do místa zaměstnání

## Systémy sdílení
Významné je také spojení využívání prostředků mikromobility se systémy jejich sdílení, a to především ve větších městech. Tyto systémy se rozvíjejí především díky rozšíření smartphonů s pokrytím GPS a sítí 4G, případně 5G v populaci, které jejich provozování ve stávající podobě umožňují. Globálně známé firmy provozující systémy sdílení prostředků mikromobility jsou Lime, Ofo, Bird, Jump, Nextbike či Mobike. Existují však stovky či tisíce dalších společností.
Některé ze systémů pracují pouze s jedním typem dopravního prostředku, v případě jiných jde o kombinaci více druhů prostředků. Příkladem systému s jedním typem vozidla je v Česku služba BeRider se sdílenými elektrickými skútry. Ve vlastní aplikaci pak různé prostředky mikromobility kombinuje například český projekt Re.volt (elektrická "miniautíčka", elektrické motorky, elektrokoloběžky), v Česku aktuálně nejrozšířenější Rekola (běžná jízdní kola, elektrokola, koloběžky bez pohonu a občasné kuriozity typu bobů, paddleboardů atp.), či česká odnož firmy Lime (elektrokoloběžky, elektrokola).
Vedle rozdělení do oddělených systémů sdílení je pak trendem integrace do společného rozhraní. V Česku vyvíjí podobný systém například Škoda Auto DigiLab v podobě aplikace Citymove, která kombinuje návrhy tras hromadnou dopravou, sdílenými skútry, taxislužbou a další. Částečně takto funguje i oficiální městský projekt Na kole Prahou. V Berlíně podobně funguje aplikace Jelbi. S podobnými systémy integrace pracují společnosti po celém světě. Snaha o vytvoření univerzálně využitelných rozhraní pro usnadnění této integrace pak dala vzniknout mimo jiné standardu MDS (Mobility Data Standard), který je vyvíjen na základě iniciativy města Los Angeles.